# Соколова, Нина Васильевна
Ни́на Васи́льевна Соколо́ва (урожд. Пи́менова; 10 [23] декабря 1912, Череповец, Новгородская губерния — 17 декабря 2001, Санкт-Петербург) — инженер-полковник Военно-морского флота СССР (1946), первая в СССР женщина-водолаз. Автор идеи и участник строительства Ладожского трубопровода (1942). Кавалер двух орденов Красной Звезды и Отечественной войны, ордена «Знак Почёта».

## Биография и деятельность

### Учёба и обретение профессии
Родилась в 1912 году в Череповце, была старшим ребёнком в многодетной семье. Среднее образование получила в череповецкой школе № 1, окончив её в 1931 году. В 1931 году поступила в Ленинградский институт инженеров водного транспорта. Окончила институт в 1936 году, получила диплом по специальности «инженер-гидротехник».
По окончании института работала в Экспедиции подводных работ особого назначения (ЭПРОН). Одним из первых заданий было руководство группой водолазов при строительстве порта в Сочи — для контроля хода работ Соколова впервые в 1938 году осуществила спуск под воду в водолазном снаряжении, вес которого почти вдвое превышал её собственный. Поступок произвёл впечатление на руководство, и вслед за выговором Соколовой последовало предложение пройти специальные курсы повышения квалификации в Ленинграде.
В 1939 году окончила курсы усовершенствования специалистов водолазного дела. Получила разрешение на подводные спуски до 10-метровой глубины — для получения документа, впервые в истории водолазного дела выданного женщине, потребовалось личное решение М. И. Калинина.
В сентябре 1939 года Н. В. Соколова была зачислена на военную службу в звании военного инженера 3-го ранга. Направлена на Северный флот, в 1939 году в Баренцевом море Соколова руководила строительством десантного причала в Полярном.

### Военные годы
К началу Великой Отечественной войны служила инженером-гидротехником 27-го отряда подводно-технических работ в аварийно-спасательной службе Краснознамённого Балтийского флота (Ленинград). Подразделение занималось восстановлением повреждённых бомбёжками подводных коммуникаций, прокладкой кабеля, подъёмом затонувшей техники, оружия, продуктов, зерна с затонувших барж и ушедших под лёд грузовиков. Часто работа велась под авианалётами и артобстрелами противника.
Осенью 1941 года Соколова работала в группе аварийно-спасательного обеспечения работы речной переправы в районе Невской Дубровки, участвовала в прокладке подводной трассы для буксировки боевой техники. Принимала участие в прокладке по дну Ладожского озера 45-километрового бронированного телефонного кабеля для обеспечения связи командования Ленинградского фронта с Генеральным штабом Красной армии (сентябрь—октябрь 1941). Участвовала в создании Дороги жизни и работе на трассе.
Весной 1942 года, когда запаса топлива в осаждённом Ленинграде оставалось на 100 дней, Нина Соколова выдвинула идею прокладки подводного трубопровода через Ладожское озеро. Участвовала в строительстве 29-километрового Ладожского подводного трубопровода, выполненном за 43 дня (5 мая — 16 июня 1942). За идею и участие в её реализации была награждена орденом Красной Звезды.
Принимала участие в прокладке по дну Ладожского озера подводного кабеля, послужившего прорыву энергетической блокады Ленинграда и получившего название «Кабель жизни». 
В середине августа 1943 года была назначена главным инженером Ленинградского отряда подводно-технических работ. После освобождения Ленинграда от блокады получила звание инженера-подполковника Военно-морских сил.
За время работы на Ладоге провела под водой в общей сложности 644 часа — около 27 суток.
Награждена двумя орденами Красной Звезды, орденами Отечественной войны II степени и «Знак Почёта», медалями.

### После войны
После окончания войны участвовала в работах по разминированию и восстановлению мостов, строительстве стен причалов в Ленинграде, Кронштадте, Таллине, расчистке русла Невы.
В 1946 году присвоено звание инженера-полковника. Преподавала в Высшем военно-морском училище имени М. В. Фрунзе, читала курс гидравлики и гидродинамики. В 1958 году вышла в отставку.
Активно участвовала в военно-патриотической работе. Увлекалась «моржеванием» и много лет была членом Ленинградского клуба зимнего плавания.
Умерла в Санкт-Петербурге в 2001 году. Похоронена на Серафимовском кладбище.

## Награды
- Орден Отечественной войны I степени (06 ноября 1985)[13]
- Орден Отечественной войны II степени (17 февраля 1945)[14]
- Два ордена Красной Звезды (15 августа 1944, 30 апреля 1954)[15]
- Орден «Знак Почёта» (7 марта 1943)[16]
- Медаль «За боевые заслуги» (15 ноября 1950)
- Медаль «За оборону Ленинграда» (1943)[17]
- Ряд других медалей СССР и России

## Память
- В 2016 году в состав аварийно-спасательной службы Балтийского флота вошёл спасательный буксир «Нина Соколова» (проект 02980)[18].
- В 2019 году, к 75-летию снятия блокады, на Петроградской стороне на стене дома 48А по улице Ленина (Чкаловский пр., д. 40), где Н. В. Соколова жила в 1957—2001 годах, установлена мемориальная доска работы скульптора Михаила Шемякина[8][19][20].
- В 2019 году была установлена мемориальная доска в Череповце, на здании школы № 1, где училась Н. В. Соколова[21].
- В 2023 году имя Нины Соколовой присвоено скверу на Двинской улице Санкт-Петербурга[22].
- Имя Н. В. Соколовой внесено в Золотую книгу Санкт-Петербурга в 2003 году[5][8][7], а также в Книгу Почёта Череповца в 2019 году[4].
- Материалы, связанные с жизнью и работой Н. В. Соколовой, находятся в Кронштадтском Морском музее и Музее истории Ижорских заводов, её работе в годы Великой Отечественной войны посвящён ряд документальных фильмов и передач[8][23].
- Идея сооружения первого в мире подводного трубопровода и вклад Н. В. Соколовой в строительство магистрали, спасшей тысячи жизней, отмечены в энциклопедических изданиях и мемуарах[3][12][11].